# Sammalsaari (ö i Södra Savolax, Nyslott, lat 61,65, long 29,13)
Sammalsaari är en ö i Finland. Den ligger i sjön Pihlajavesi och i kommunen Nyslott i  landskapet Södra Savolax, i den sydöstra delen av landet, 280 km nordost om huvudstaden Helsingfors. Öns area är 2,9 hektar och dess största längd är 340 meter i sydöst-nordvästlig riktning.